# Gran Premio di Germania 1979
Il Gran Premio di Germania 1979 è stata la decima prova della stagione 1979 del Campionato mondiale di Formula 1. Si è corsa domenica 29 luglio 1979 sul Circuito di Hockenheim. La gara è stata vinta dall'australiano Alan Jones su Williams-Ford Cosworth; per il vincitore si tratto del secondo successo nel mondiale. Ha preceduto sul traguardo lo svizzero Clay Regazzoni anch'egli su Williams-Ford Cosworth e il francese Jacques Laffite su Ligier-Ford Cosworth.

## Vigilia

### Sviluppi futuri
L'Autodromo nazionale di Monza venne visitato dal delegato tecnico della FISA Robert Langford, che ne confermò l'omologazione per tre anni. Ciò garantiva definitivamente la tenuta del Gran Premio d'Italia sul circuito monzese.
La Talbot dichiarò il suo interesse a rientrare in Formula 1 dalla stagione 1980, tramite una collaborazione con la Matra. La casa francese aveva già partecipato come Talbot-Lago alle edizioni del 1950 e del 1951 del Campionato mondiale di Formula 1.
Niki Lauda, lamentandosi della qualità della sua presente scuderia, la Brabham, minacciò, in assenza di progetti chiari per il futuro, di accettare una delle varie offerte che gli erano giunte per la stagione 1980, tra le altre, da Renault e McLaren. La Parmalat, sponsor del pilota austriaco, smentì dal suo canto, l'interesse per l'acquisto della Walter Wolf Racing, quale nuova scuderia ove far correre Lauda. Lauda condusse dei colloqui nel weekend con la McLaren, cosa che spinse la Brabham a cercare un accordo con Riccardo Patrese.

### Aspetti tecnici
A seguito dei controlli tecnici sulle Ferrari impegnate nel precedente Gra Premio di Gran Bretagna la scuderia italiana scoprì che era stato utilizzato, per errore, un carburante meno performante di quello usato solitamente che era di 100 ottani, ed era fornito dall'Agip. La minor qualità della benzina venne anche considerata come causa dei problemi di alimentazione che costrinsero Gilles Villeneuve al ritiro. Per ovviare a questi inconvenienti in futuro la Ferrari chiese all'Agip la presenza di un tecnico per ogni gran premio.
La McLaren affidò anche a Patrick Tambay un esemplare di M29. La Copersucar-Fittipaldi portò all'esordio la F6A; la Wolf ripresentò la WR8.

### Aspetti sportivi
Dopo un gran premio d'assenza avrebbe dovuto rientrare l'Alfa Romeo, su cui avrebbe dovuto fare il suo esordio stagionale Vittorio Brambilla, fermo dall'incidente patito nel Gran Premio d'Italia 1978. Successivamente la casa italiana decise di non prendere parte all'evento. L'Alfa giustificò la scelta affermando di voler concentrare gli sforzi per l'approntamento della nuova monoposto.
Jean-Pierre Jarier della Tyrrell non poté prendere parte al gran premio per un'epatite. Inizialmente venne indicato come suo sostituto Bruno Giacomelli, che fino a quel momento era stato l'unico pilota presentato dall'Alfa. Proprio la casa milanese, pur non presente all'evento, pose un veto alla sua partecipazione. La Tyrrell decise così di impiegare Geoff Lees, pilota britannico che però non era fornito di licenza per correre in F1, che gli venne però rapidamente concessa. Lees aveva tentato, senza successo, di qualificarsi al Gran Premio di Gran Bretagna 1978 con l'Ensign.

## Qualifiche

### Resoconto
Nella prima giornata di prove ufficiali il più rapido fu Jean-Pierre Jabouille in 1'48"48, tempo di 3"42 più basso di quello fatto segnare da Mario Andretti l'anno precedente. Al secondo posto di classificò Alan Jones, mentre terzo fu Jacques Laffite. Le due Ferrari di Jody Scheckter e Gilles Villeneuve chiusero al decimo e dodicesimo posto, rispettivamente. Il canadese aveva anche rotto le sospensioni in un'uscita di pista durante le prove libere del mattino, mentre Scheckter nel corso di quelle ufficiali aveva tamponato Carlos Reutemann.
Jabouille, in forza del tempo molto basso ottenuto al venerdì, non effettuò molti giri al sabato, tanto che comunque nessun altro pilota fu capace di insidiarlo. Per Jabouille e la Renault si trattò della terza pole nel mondiale. Jones confermò la prima fila, riuscendo ad avvicinarsi al tempo del transalpino. La seconda fila vide la conferma per Laffite e l'exploit di Nelson Piquet. Notevoli furono anche i miglioramenti per le Ferrari, con Scheckter quinto e Villeneuve nono, penalizzato dall'uso del muletto, in quanto il motore della vettura titolare subiva delle perdite di potenza. Carlos Reutemann fu vittima di un'uscita di pista alla Ostkurve: la sua Lotus si distrusse contro le barriere ma il pilota rimase incolume. Il medico della Formula 1, Rafael Robles, sconsigliò comunque all'argentino di prendere parte al gran premio.

### Risultati
Nella sessione di qualifica si è avuta questa situazione:
| Pos | Nº | Pilota                | Costruttore              | Tempo   | Griglia |
| --- | -- | --------------------- | ------------------------ | ------- | ------- |
| 1   | 15 | Jean-Pierre Jabouille | Renault                  | 1'48"48 | 1       |
| 2   | 27 | Alan Jones            | Williams-Ford Cosworth   | 1'48"75 | 2       |
| 3   | 26 | Jacques Laffite       | Ligier-Ford Cosworth     | 1'49"43 | 3       |
| 4   | 6  | Nelson Piquet         | Brabham-Alfa Romeo       | 1'49"50 | 4       |
| 5   | 11 | Jody Scheckter        | Ferrari                  | 1'50"00 | 5       |
| 6   | 28 | Clay Regazzoni        | Williams-Ford Cosworth   | 1'50"12 | 6       |
| 7   | 5  | Niki Lauda            | Brabham-Alfa Romeo       | 1'50"37 | 7       |
| 8   | 3  | Didier Pironi         | Tyrrell-Ford Cosworth    | 1'50"40 | 8       |
| 9   | 12 | Gilles Villeneuve     | Ferrari                  | 1'50"41 | 9       |
| 10  | 16 | René Arnoux           | Renault                  | 1'50"48 | 10      |
| 11  | 1  | Mario Andretti        | Lotus-Ford Cosworth      | 1'50"68 | 11      |
| 12  | 7  | John Watson           | McLaren-Ford Cosworth    | 1'50"86 | 12      |
| 13  | 2  | Carlos Reutemann      | Lotus-Ford Cosworth      | 1'50"94 | 13      |
| 14  | 25 | Jacky Ickx            | Ligier-Ford Cosworth     | 1'51"07 | 14      |
| 15  | 8  | Patrick Tambay        | McLaren-Ford Cosworth    | 1'51"47 | 15      |
| 16  | 4  | Geoff Lees            | Tyrrell-Ford Cosworth    | 1'51"50 | 16      |
| 17  | 20 | Keke Rosberg          | Wolf-Ford Cosworth       | 1'52"01 | 17      |
| 18  | 30 | Jochen Mass           | Arrows-Ford Cosworth     | 1'52"74 | 18      |
| 19  | 29 | Riccardo Patrese      | Arrows-Ford Cosworth     | 1'52"93 | 19      |
| 20  | 17 | Jan Lammers           | Shadow-Ford Cosworth     | 1'53"59 | 20      |
| 21  | 18 | Elio De Angelis       | Shadow-Ford Cosworth     | 1'53"73 | 21      |
| 22  | 14 | Emerson Fittipaldi    | Fittipaldi-Ford Cosworth | 1'54"01 | 22      |
| 23  | 9  | Hans-Joachim Stuck    | ATS-Ford Cosworth        | 1'54"47 | 23      |
| 24  | 31 | Héctor Rebaque        | Lotus-Ford Cosworth      | 1'55"86 | 24      |
| NQ  | 22 | Patrick Gaillard      | Ensign-Ford Cosworth     | 1'55"95 | NQ      |
| NQ  | 24 | Arturo Merzario       | Merzario-Ford Cosworth   | 2'01"84 | NQ      |

## Gara
Alan Jones, al via, passò subito al comando davanti a Jean-Pierre Jabouille, Jacques Laffite, Jody Scheckter, Clay Regazzoni e Nelson Piquet. Il brasiliano venne passato dal suo compagno di scuderia Niki Lauda al secondo giro. Sempre nel secondo giro Carlos Reutemann fu costretto al ritiro per una collisione con Riccardo Patrese. L'argentino, a fine gara, accusò il pilota italiano per l'incidente.
All'ottavo giro Jabouille attaccò Jones alla Sachs, sbagliò però il tempo della frenata, terminando in testacoda, e dovendosi ritirare. Nel corso dello stesso giro Clay Regazzoni prese una posizione a Scheckter. Nelle retrovie era autore di un buon recupero Gilles Villeneuve, che già dopo pochi giri, si era riportato in quinta posizione.
Al tredicesimo passaggio Regazzoni passò anche Jacques Laffite, grazie anche a un errore del francese alla prima chicane, ma non attaccò poi successivamente Jones, per ordini di scuderia. Villeneuve scontava la rottura dell'alettone posteriore, ciò permise a Niki Lauda di passarlo al ventisettesimo giro. Un giro dopo l'austriaco fu però costretto al ritiro per la rottura del motore.
Al giro 33 Piquet passò Villeneuve per la quinta posizione. Negli ultimi giri il canadese fu costretto a una sosta ai box per sostituire l'alettone, sosta gli costò la sesta posizione. Anche Piquet però fu costretto ad abbandonare la gara a due tornate dal termine per un problema al motore. Il battistrada Jones, negli ultimi giri, dovette rallentare il ritmo sia a causa di un problema a uno pneumatico, sia per la perdita di potenza del suo motore.
Vinse comunque Alan Jones, per la seconda volta nel mondiale dopo la vittoria nel Gran Premio d'Austria 1977, al volante di una Shadow. Fu la prima vittoria iridata per una vettura che portava il numero 27. Per La Williams questa fu la seconda vittoria consecutiva. Clay Regazzoni giunse secondo, davanti a Jacques Laffite, poi Scheckter, John Watson e Jochen Mass.

### Risultati
I risultati del gran premio furono i seguenti:
| Pos | No | Pilota                | Costruttore              | Giri | Tempo/Ritiro             | Pos. Griglia | Punti |
| --- | -- | --------------------- | ------------------------ | ---- | ------------------------ | ------------ | ----- |
| 1   | 27 | Alan Jones            | Williams-Ford Cosworth   | 45   | 1h24'48"83               | 2            | 9     |
| 2   | 28 | Clay Regazzoni        | Williams-Ford Cosworth   | 45   | +2"91                    | 6            | 6     |
| 3   | 26 | Jacques Laffite       | Ligier-Ford Cosworth     | 45   | +18"39                   | 3            | 4     |
| 4   | 11 | Jody Scheckter        | Ferrari                  | 45   | +31"20                   | 5            | 3     |
| 5   | 7  | John Watson           | McLaren-Ford Cosworth    | 45   | +1'37"80                 | 12           | 2     |
| 6   | 30 | Jochen Mass           | Arrows-Ford Cosworth     | 44   | +1 giro                  | 18           | 1     |
| 7   | 4  | Geoff Lees            | Tyrrell-Ford Cosworth    | 44   | +1 giro                  | 16           |       |
| 8   | 12 | Gilles Villeneuve     | Ferrari                  | 44   | +1 giro                  | 9            |       |
| 9   | 3  | Didier Pironi         | Tyrrell-Ford Cosworth    | 44   | +1 giro                  | 8            |       |
| 10  | 17 | Jan Lammers           | Shadow-Ford Cosworth     | 44   | +1 giro                  | 20           |       |
| 11  | 18 | Elio De Angelis       | Shadow-Ford Cosworth     | 43   | +2 giri                  | 21           |       |
| 12  | 6  | Nelson Piquet         | Brabham-Alfa Romeo       | 42   | Motore                   | 4            |       |
| Rit | 29 | Riccardo Patrese      | Arrows-Ford Cosworth     | 34   | Foratura                 | 19           |       |
| Rit | 8  | Patrick Tambay        | McLaren-Ford Cosworth    | 30   | Sospensione              | 15           |       |
| Rit | 20 | Keke Rosberg          | Wolf-Ford Cosworth       | 29   | Motore                   | 17           |       |
| Rit | 5  | Niki Lauda            | Brabham-Alfa Romeo       | 27   | Motore                   | 7            |       |
| Rit | 25 | Jacky Ickx            | Ligier-Ford Cosworth     | 24   | Foratura                 | 14           |       |
| Rit | 31 | Héctor Rebaque        | Lotus-Ford Cosworth      | 22   | Tenuta di strada         | 24           |       |
| Rit | 1  | Mario Andretti        | Lotus-Ford Cosworth      | 16   | Trasmissione             | 11           |       |
| Rit | 16 | René Arnoux           | Renault                  | 9    | Foratura                 | 10           |       |
| Rit | 15 | Jean-Pierre Jabouille | Renault                  | 7    | Testacoda                | 1            |       |
| Rit | 14 | Emerson Fittipaldi    | Fittipaldi-Ford Cosworth | 4    | Problemi elettrici       | 22           |       |
| Rit | 2  | Carlos Reutemann      | Lotus-Ford Cosworth      | 1    | Collisione con R.Patrese | 13           |       |
| Rit | 9  | Hans-Joachim Stuck    | ATS-Ford Cosworth        | 0    | Sospensione              | 23           |       |
| NQ  | 22 | Patrick Gaillard      | Ensign-Ford Cosworth     |      |                          |              |       |
| NQ  | 24 | Arturo Merzario       | Merzario-Ford Cosworth   |      |                          |              |       |

## Classifiche

### Piloti
| Pos. | Pilota                | Punti |
| ---- | --------------------- | ----- |
| 1    | Jody Scheckter        | 35    |
| 2    | Jacques Laffite       | 28    |
| 3    | Gilles Villeneuve     | 26    |
| 4    | Clay Regazzoni        | 22    |
| 5    | Patrick Depailler     | 20    |
| 6    | Carlos Reutemann      | 20    |
| 7    | Alan Jones            | 16    |
| 8    | Jean-Pierre Jarier    | 13    |
| 9    | John Watson           | 13    |
| 10   | Mario Andretti        | 12    |
| 11   | René Arnoux           | 10    |
| 12   | Jean-Pierre Jabouille | 9     |
| 13   | Didier Pironi         | 8     |
| 14   | Riccardo Patrese      | 2     |
| 15   | Jochen Mass           | 2     |
| 16   | Emerson Fittipaldi    | 1     |
| =    | Niki Lauda            | 1     |
| =    | Jacky Ickx            | 1     |

### Costruttori
| Pos. | Team                     | Punti |
| ---- | ------------------------ | ----- |
| 1    | Ferrari                  | 65    |
| 2    | Ligier-Ford Cosworth     | 51    |
| 3    | Williams-Ford Cosworth   | 38    |
| 4    | Lotus-Ford Cosworth      | 37    |
| 5    | Tyrrell-Ford Cosworth    | 21    |
| 6    | Renault                  | 19    |
| 7    | McLaren-Ford Cosworth    | 13    |
| 8    | Arrows-Ford Cosworth     | 4     |
| 9    | Fittipaldi-Ford Cosworth | 1     |
| =    | Brabham-Alfa Romeo       | 1     |